# Minucia finitima
Minucia finitima là một loài bướm đêm trong họ Erebidae.